# Linkin Park Underground 4.0
Linkin Park Underground 4.0 (abreviado como LPU 4.0) é o quarto CD lançado pela banda americana de rock Linkin Park para o seu fanclub oficial, o LP Underground. O EP foi lançado em novembro de 2004.

## Antecedentes
Nos primeiros anos de LPU, rotineiramente levavam alguns meses para que as pessoas recebessem seus CDs e no caso do LP Underground 2.0 e do LP Underground 4.0, as faixas foram mantidas em segredo até que os fãs começassem a receber elas no correio.

## Composição e gravação
A maioria das faixas do EP foram gravadas em 2004, com a única exceção de "Standing In The Middle".
Além de "Standing In The Middle", o EP contém outra faixa de estúdio, o instrumental "Sold My Soul To Yo Mama", que foi gravada após e durante as sessões de Collision Course com Jay-Z, devido às amostras do DVD que está sendo usado na música.
"Step Up / Nobody's Listening / It's Goin 'Down" é a versão completa do desempenho de "It's Goin' Down" encontrado no DVD de Colision Course, gravado no The Roxy Theatre em West Hollywood, na Califórnia, em 18 de julho de 2004.
"Breaking the Habit" foi gravado durante a performance da banda no festival Rock am Ring em Adenau, na Alemanha, em 6 de junho de 2004.
As outras duas faixas ao vivo, "Wish" e "One Step Closer", foram gravadas durante o terceiro concerto do Projekt Revolution Tour do Linkin Park. "Wish" é um cover de Nine Inch Nails gravado no Anfiteatro Tampa Bay em Tampa, Flórida, em 18 de agosto de 2004. Chester Bennington conseguiu fazer um grito de 16 segundos durante o desempenho. "One Step Closer" foi gravado no Anfiteatro HiFi Buys em Atlanta, Georgia, em 13 de agosto de 2004. Jonathan Davis de Korn se juntou à banda durante a ponte para executar seus versos de "1stp Klosr".

## Faixas
| Faixas do CD   |                                                     |         |  |
| N.º            | Título                                              | Duração |  |
| 1.             | "Sold My Soul To Yo Mama"                           | 1:58    |  |
| 2.             | "Breaking the Habit" (Live)                         | 5:35    |  |
| 3.             | "Standing In The Middle"                            | 3:22    |  |
| 4.             | "Step Up/Nobody's Listening/It's Goin' Down" (Live) | 4:57    |  |
| 5.             | "Wish" (Live)                                       | 4:29    |  |
| 6.             | "One Step Closer com Jonathan Davis" (Live)         | 3:57    |  |
| Duração total: | Duração total:                                      | 18:24   |  |